# Test Drive
Test Drive je jedna z nejdelších sérií závodních her. Původní výtvor firmy Accolade později převzala společnost Infogrames, která se v roce 2003 přejmenovala na Atari. První díl vyšel roku 1987 a následovaly ho další díly.
Typickou vlastností herní série je možnost používat supersportovní automobily, přičemž cílem hry je v určeném čase porazit všechny své protivníky, což stěžuje jednak provoz, jednak policejní hlídky.

## Gameplay
Ve hře Test Drive hráč obvykle používá jeden z několika špičkových vozů a závodí do cíle proti soupeřům nebo do časového limitu, přičemž se musí vyhýbat dopravě a policii.

### Série Unlimited
Test Drive Unlimited nabízí otevřený herní svět a umožňuje nákup domů, aut a přizpůsobení postavy.

## Historie

### První díly (1987–1991)
V roce 1987 vydala společnost Accolade hru Test Drive jako počítačovou hru po celém světě, zatímco společnost Electronic Arts vydala hru ve Velké Británii. Kvalita portů Amiga, Atari ST, Commodore 64 a DOS se od sebe liší. Verze pro Amigu měla detailní vizuální a zvukové efekty, které realisticky zobrazovaly závodní téma hry, zatímco její protějšek Atari ST používal zjednodušenou grafiku a zvukové efekty. Porty pro počítače Commodore 64 a DOS měly podobnou kvalitu jako verze pro porty Amiga. Hratelnost byla pro všechny platformy zachována v nezměněné podobě.
Test Drive byl komerčně úspěšný a do listopadu 1989 se ho prodalo více než 250 000 kusů. Od videoherních kritiků se hra dočkala vesměs pozitivních recenzí. Computer Gaming World' v roce 1987 uvedl, že Test Drive "nabízí vynikající grafiku a má potenciál 'zaháčkovat' každého fanouška Pole Position." Časopis Compute! pochválil vynikající grafiku a zvuk, ale poznamenal, že hra má pouze jednu trať. V roce 1988 hru zhodnotili v časopise Dragon #132 Hartley, Patricia a Kirk Lesser v příspěvku "The Role of Computers". Recenzenti udělili hře 4,5 hvězdiček z 5.
Společnost Distinctive Software vyvinula v roce 1989 jeho pokračování Test Drive II: The Duel s pomocí několika softwarových databází. Divize Distinctive Software známá jako Unlimited Software, Inc. použila výše uvedené softwarové databáze pro port hry Outrun pro systém MS-DOS, což vedlo k soudnímu sporu mezi společností Accolade a Distinctive. Firma Distinctive Software vyhrála, takže práva na tvorbu her Test Drive bez zdrojového kódu přešla do rukou společnosti Accolade. Soud rovněž konstatoval, že se společnosti Accolade nepodařilo prokázat, že by poměr nákladů a výnosů byl v její prospěch. Další pokračování, Test Drive III: The Passion, vyvinula a vydala společnost Accolade v roce 1990.

### Série Revival (1997–2004)
Po pár letech nečinnosti této série ji společnost Accolade v roce 1997 obnovila a vydala zbrusu nové díly. Prvním z nich byl Test Drive: Off-Road, kde se závodí s terénními nákladními automobily, a druhým byla hra Test Drive 4, první videohra vyvinutá společností Pitbull Syndicate.
V roce 1998 vyvinula společnost Pitbull Syndicate dvě další hry Test Drive: Test Drive 4X4 (známý také jako Test Drive Off-Road 2), pokračování hry Test Drive: Off-Road a Test Drive 5. Obě hry byly posledními dvěma díly série, které vydala společnost Accolade.
V dubnu roku 1999 byla společnost Accolade koupena francouzskou videoherní společností Infogrames za celkovou částku 60 milionů amerických dolarů, z toho 50 milionů v hotovosti a 10 milionů v rámci růstového kapitálu, a byla přejmenována na Infogrames North America, Inc. Výkonný ředitel společnosti Jim Barnett byl jmenován šéfem americké distribuční pobočky Infogrames Entertainment. V důsledku toho byla hra Test Drive 6 první hrou ze série, kterou v roce 1999 vydala nově pojmenovaná společnost Infogrames North America. Interní tým společnosti Infogrames North America měl v roce 1999 pokračovat ve vývoji hry Test Drive Off-Road 3 a také ve vývoji hry Test Drive Cycles, která byla s výjimkou verze pro Game Boy Color zrušena v červnu 2000.
V roce 2000, kvůli problémům s autorskými právy mezi společnostmi Infogrames North America a Infogrames Multimedia ohledně ochranné známky hry Test Drive, převzala společnost Cryo Interactive vydavatelská práva na Test Drive 6 v Evropě a hra měla vyjít v květnu 2000, zatímco společnost Infogrames Multimedia vydala v dubnu 2000 hru Test Drive Off-Road 3 pod názvem 4x4 World Trophy. Přibližně ve stejné době vydala společnost Infogrames North America hru Le Mans 24 Hours a Dreamcast verzi hry V-Rally 2 pod lokálním názvem Test Drive Le Mans a Test Drive V-Rally. Pro Nintendo 64 byla plánovaná hra Michelin Rally Masters: Race of Champions, známá jako Test Drive Rally, ale v únoru roku 2000 byla zrušena. Mezi další hry pro konzoli Game Boy Color patřily Test Drive Cycles a Test Drive 2001, aktualizace GBC verze hry Test Drive 6.
V listopadu 2001 vyšel na PlayStation 2 poslední díl ze série Off-Road - Test Drive Off-Road Wide Open, v Evropě známý jednoduše jako Off-Road Wide Open, který vyvinula společnost Angel Studios. O rok později byl vydán i port pro Xbox s dodatečným herním obsahem a grafickými vylepšeními.
V květnu 2002 vydala společnost Infogrames nový díl série s názvem TD Overdrive: The Brotherhood of Speed (v Severní Americe pod názvem Test Drive). Byl to také první díl série, který měl příběh. Byl to poslední díl série, který vyvinula společnost Pitbull Syndicate.
Další hra v sérii, Test Drive: Eve of Destruction byla vyvinuta společností Monster Games v roce 2003 a vydána v roce 2004. V Evropě hra vyšla pod názvem Driven to Destruction.

### Série Unlimited (2006–nyní)
Hra Test Drive Unlimited, vyvinutá společností Eden Games, vydaná v letech 2006 a 2007, nabízí otevřený herní svět vytvořený podle havajského ostrova Oahu. Její pokračování Test Drive Unlimited 2 vyšlo v roce 2011 a zahrnuje jak ostrov Oahu, tak španělský ostrov Ibiza. Test Drive: Ferrari Racing Legends byla vyvinuta společností Slightly Mad Studios a vydána společností Rombax Games v rámci licence společnosti Atari na oslavu 65. výročí italského výrobce sportovních vozů Ferrari a obsahuje vozy Formule 1, sportovní vozy a auta pro rallye.
V roce 2016 koupil francouzský vydavatel Bigben Interactive (později přejmenovaný na Nacon) vlastnictví Test Drive od společnosti Atari a plánoval obnovení série. V roce 2018 získal Bigben francouzského vývojáře závodních her, společnost Kylotonn, přičemž Roman Vincent, prezident společnosti Kylotonn, naznačil, že pracují na dalším díle Test Drive.
V dubnu 2020 zaregistrovala společnost Nacon u Úřadu pro duševní vlastnictví ochrannou známku Test Drive Solar Crown, přičemž poslední dvě slova odkazují na sérii závodů Solar Crown, která se odehrává v herním světě Test Drive Unlimited 2. Celý název další hry v sérii zní Test Drive Unlimited Solar Crown. Hra vyvinutá společností Kylotonn bude obsahovat napodobeninu ostrova Hongkong v měřítku 1:1. Od 9. dubna 2022 nevíme, zda se dočkáme i pevninského Hongkongu, nicméně spekulace naznačují, že by mohlo jít o více než jen o ostrov Hongkong. Rekonstrukce ostrova Hongkong bude podobná rekonstrukcím Oahu v obou prvních dvou hrách Unlimited a Ibizy v Test Drive Unlimited 2 a bude fungovat na základě frameworku WRC 8 a ovládacího/fyzikálního modelu.

## Seznam her
| Rok vydání | Název                                     | Vývojář                           | Vydavatel                                       | Platformy                                                                                            | Poznámky |
| ---------- | ----------------------------------------- | --------------------------------- | ----------------------------------------------- | --- | --- |
| 1987       | Test Drive                                | Distinctive Software              | Accolade                                        | Amiga, Atari ST, Commodore 64, MS-DOS, Apple II, PC-98                                               | Porty pro Apple II a PC-98 byly vydány v roce 1988, resp. 1989.                                                                                          |
| 1989       | Test Drive II: The Duel                   | Distinctive Software              | Accolade                                        | Amiga, Amstrad CPC, Apple IIGS, Commodore 64, MS-DOS, MSX, ZX Spectrum, Atari ST, Sega Genesis, SNES | Porty pro konzole Sega Genesis a SNES byly vydány v roce 1992.                                                                                           |
| 1990       | Test Drive III: The Passion               | Accolade                          | Accolade                                        | MS-DOS                                                                                               | |
| 1997       | Test Drive: Off-Road                      | Elite Systems                     | Accolade, Eidos Interactive                     | MS-DOS, PlayStation                                                                                  | |
| 1997       | Test Drive 4                              | Pitbull Syndicate                 | Accolade                                        | PlayStation, Microsoft Windows                                                                       | |
| 1998       | Test Drive 5                              | Pitbull Syndicate                 | Accolade                                        | PlayStation, Microsoft Windows                                                                       | |
| 1998       | Test Drive 4X4                            | Accolade, Pitbull Syndicate       | Accolade, Electronic Arts                       | PlayStation, Microsoft Windows                                                                       | V Severní Americe pod názvem Test Drive Off-Road 2. |
| 1999       | Test Drive 6                              | Pitbull Syndicate, Xantera        | Infogrames North America, Cryo Interactive      | PlayStation, Microsoft Windows, Dreamcast Game Boy Color                                             | Vydala společnost Cryo Interactive v regionu PAL. Verze pro Dreamcast nebyla v Evropě vydána.                                                            |
| 1999       | Test Drive: Off-Road 3                    | Infogrames North America, Xantera | Infogrames North America, Cryo Interactive      | Microsoft Windows, PlayStation Game Boy Color                                                        | V regionu PAL pod názvem 4X4 World Trophy. |
| 2000       | Test Drive Le Mans                        | EutechnyxVelez & Dubail           | Infogrames North America, Infogrames Multimedia | PlayStation, Microsoft Windows Game Boy Color                                                        | Severoamerická verze závodu 24 hodin Le Mans |
| 2000       | Test Drive V-Rally                        | Eden Studios                      | Infogrames                                      | Dreamcast                                                                                            | Severoamerická verze hry V-Rally 2: Expert Edition. |
| 2000       | Test Drive Le Mans                        | Infogrames Melbourne House        | Infogrames                                      | Dreamcast                                                                                            | Severoamerická verze hry Le Mans 24 Hours pro Dreamcast. Později vydané verze pro PlayStation 2 a Microsoft Windows byly vydány pod původním názvem hry. |
| 2000       | Michelin Rally Masters: Race of Champions | Digital Illusions CE              | Infogrames                                      | Microsoft Windows, PlayStation                                                                       | Pod názvem Test Drive Rally se připravoval port pro Nintendo 64, ale byl zrušen.                                                                         |
| 2000       | Test Drive Cycles                         | Xantera                           | Infogrames                                      | Game Boy Color                                                                                       | Byla vyvinuta verze pro Windows, PlayStation a Dreamcast, ale v červnu 2000 byla zrušena.                                                                |
| 2000       | Test Drive 2001                           | Xantera                           | Infogrames                                      | Game Boy Color                                                                                       | Aktualizovaná verze hry Test Drive 6 pro konzoli Game Boy Color.                                                                                         |
| 2001       | Test Drive: Off-Road Wide Open            | Angel Studios                     | Infogrames                                      | PlayStation 2, Xbox                                                                                  | V regionu PAL pod názvem Off-Road Wide Open. |
| 2002       | TD Overdrive: The Brotherhood of Speed    | Pitbull Syndicate                 | Infogrames                                      | PlayStation 2, Xbox, Microsoft Windows                                                               | V Severní Americe jednoduše pod názvem Test Drive. |
| 2004       | Test Drive: Eve of Destruction            | Monster Games                     | Atari Interactive                               | Xbox, PlayStation 2                                                                                  | Pod názvem Driven to Destruction v regionu PAL. |
| 2006       | Test Drive Unlimited                      | Eden GamesAtari Melbourne House   | Atari                                           | Xbox 360, Microsoft Windows PlayStation 2, PlayStation Portable                                      | |
| 2011       | Test Drive Unlimited 2                    | Eden Games                        | Atari                                           | Microsoft Windows, PlayStation 3, Xbox 360                                                           | |
| 2012       | Test Drive: Ferrari Racing Legends        | Slightly Mad Studios              | Rombax Games                                    | PlayStation 3, Xbox 360, Microsoft Windows                                                           | |
| 2023       | Test Drive Unlimited Solar Crown          | KT Racing                         | Nacon                                           | Microsoft Windows, Nintendo Switch, PlayStation 5, Xbox Series X/S                                   | |